# Sidney Leggett
Sidney Leggett là một cầu thủ bóng đá người Anh thi đấu ở vị trí tiền đạo phải thi đấu ở Football League cho Clapton Orient.